# William B. Murphy
William B. Murphy (* 9. Januar 1908 in Mexia, Texas; † 2. Juli 1970 in Los Angeles, Kalifornien) war ein US-amerikanischer Filmeditor.

## Leben
Murphy begann seine Laufbahn als Schnittassistent in den 1930er und 1940er Jahren. Ab 1951 war er als eigenständiger Editor aktiv und war bis einschließlich 1968 an mehr als 25 Produktionen beteiligt. Mehrere Male arbeitete er mit dem Regisseur Henry Levin zusammen, so in Gefährtin seines Lebens (1953), Fluß der Rache (1954), Der Einsame (1957) oder Junges Glück im April (1957).
Für seinen Schnitt des Science-Fiction-Films Die phantastische Reise war Murphy 1967 in der Kategorie „Bester Schnitt“ für den Oscar nominiert. Die American Cinema Editors zeichneten ihn hierfür mit einem Eddie-Award aus.

## Filmografie (Auswahl)
- 1951: Cornelia tut das nicht (Elopement)
- 1951: Mr. Belvederes zweite Jugend (Mr. Belvedere Rings the Bell)
- 1952: Fünf Perlen (O. Henry’s Full House)
- 1952: Liebling, ich werde jünger (Monkey Business)
- 1952: Die Maske runter (Deadline – U.S.A.)
- 1953: Gefährtin seines Lebens (The President’s Lady)
- 1954: Fluß der Rache (The Gambler from Natchez)
- 1957: Die Junggesellenparty (The Bachelor Party)
- 1957: Der Einsame (The Lonely Man)
- 1957: Junges Glück im April (April Love)
- 1958: Gangster Nr. 1 (I Mobster)
- 1958: Rivalen (Kings Go Forth)
- 1959: Der 4-D-Mann (4-D Man)
- 1962: Ein Sommer in Florida (Follow that Dream)
- 1963: Frauen, die nicht lieben dürfen (The Caretakers)
- 1965: Eine zuviel im Harem (John Goldfarb, Please Come Home)
- 1966: Die phantastische Reise (Fantastic Voyage)
- 1967: Chicago-Massaker (The St. Valentine's Day Massacre)